# Медаль «За участие в антифашистской борьбе»
Медаль «За участие в антифашистской борьбе» учреждена 15 июня 1948 года указом Президиума Великого Народного собрания под первоначальным названием «За участие в партизанском движении». Переименована 13 декабря 1950 года.

Автор проекта — скульптор Георгий Коцев.

## Статут
Медаль имела одну степень и вручалась участникам «борьбы против фашизма и капитализма» до 1990 года.

## Описание медали
Медаль «За участие в антифашистской борьбе» изготавливается из жёлтого металла и имеет форму правильного круга диаметром 31 мм.
На аверсе изображены партизан и партизанка, ведущие бой: на переднем плане — мужчина, левой рукой прижимающий к груди автомат и правой замахивающийся для броска ручной гранаты, на заднем плане — женщина, лёжа стреляющая из винтовки.
На реверсе изображена рельефная пятиконечная звезда, внутри которой — портрет Георгия Димитрова. По окружности рельефная надпись «ЗА УЧАСТИЕ В АНТИФАШИСТКАТА БОРБА».
В верхней части имеется ушко, посредством продеваемого через которое металлического кольца медаль прикрепляется к треугольной ленте зелёного цвета с полосами винного цвета по краям.